# Yvonne
För musikgruppen, se Yvonne (musikgrupp).

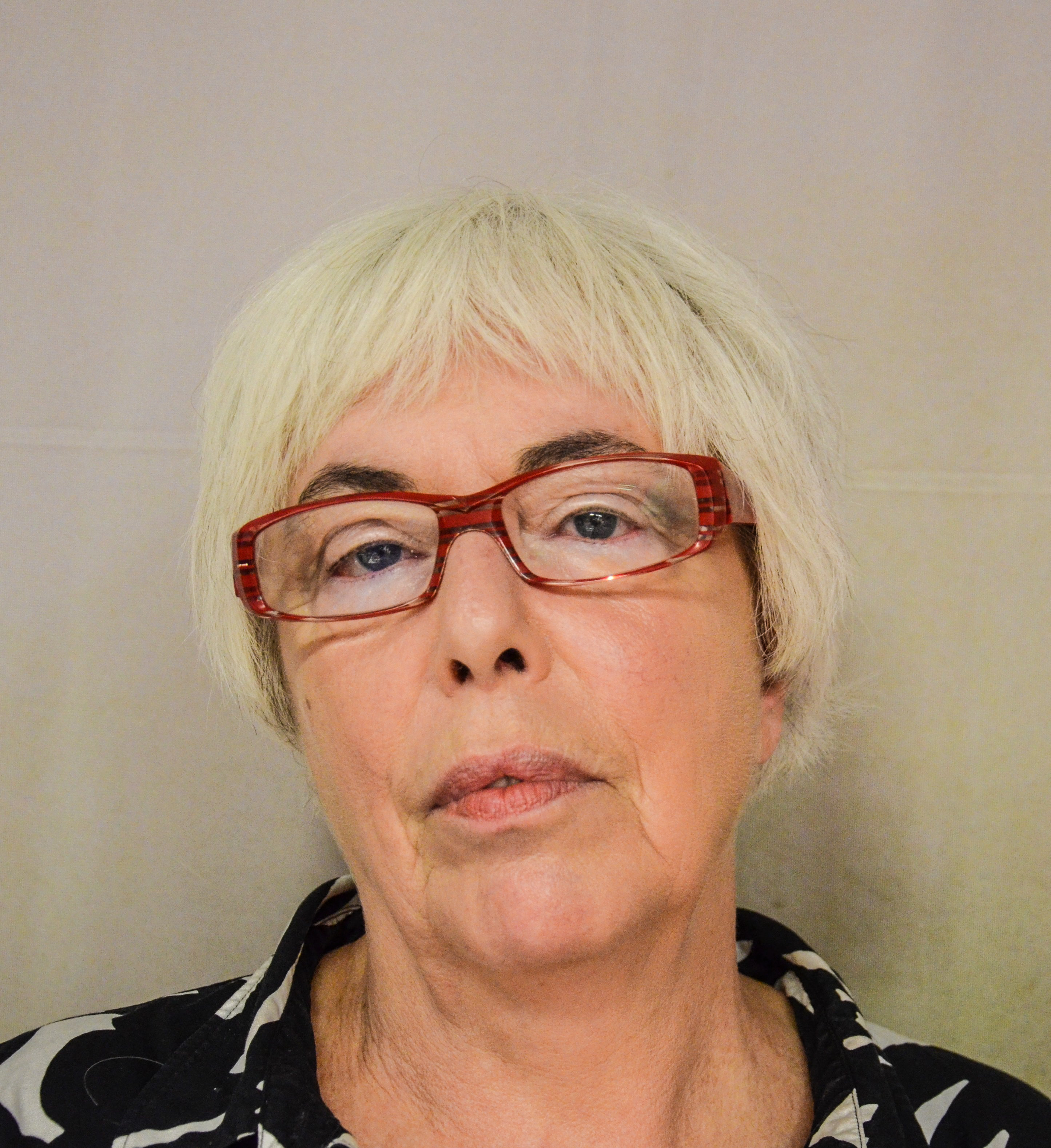
Yvonne Hirdman, 2012.

Yvonne är ett kvinnonamn med franskt ursprung. Det är den feminina formen av mansnamnet Yvon, som i sin tur är en fransk form av det tyska helgonnamnet Iwo. Detta kommer av det tyska eller keltiska Iwa 'idegran' och är besläktat med det svenska Ivar. Egentligen är Iwo, som också kan stavas Ivo, en kortform av tyska pojknamn som börjar med Iw-. En annan fransk form av Ivo är Yves, vars kvinnliga form är Yvette.
Namnet började användas i Sverige i slutet av 1800-talet och ökade under första halvan av 1900-talet för att nå en topp på 1940- och 1950-talet. Den 31 december 2009 fanns det totalt 36 254 personer folkbokförda i Sverige med namnet Yvonne, varav 16 863 med det som tilltalsnamn/förstanamn. År 2003 fick 72 flickor namnet, varav 2 fick det som tilltalsnamn/förstanamn.
Namnsdagi Sverige: 29 maj (1986-1992:11 februari, 1993–2000: 24 maj). I den finlandssvenska namnsdagslängden har Yvonne namnsdag 25 oktober sedan 1973.

## Kända personer med namnet Yvonne
- Yvonne Andersson, svensk politiker (kd)
- Yvonne Axö, svensk artist
- Yvonne Brosset, svensk balettdansare
- Yvonne D. Cagle, amerikansk astronaut
- Yvonne De Carlo, kanadensisk-amerikansk skådespelare
- Yvonne Durant, norsk galopptränare och jockey
- Yvonne Eklund, svensk skådespelare
- Yvonne Elgstrand, svensk skådespelare
- Yvonne Floyd, svensk manusförfattare
- Yvonne Herløv Andersen, dansk politiker
- Yvonne Hirdman, svensk professor (historia)
- Yvonne Hoffman, finlandssvensk författare
- Yvonne Ingdahl, dansk skådespelare
- Yvonne Larsson, svensk konstnär
- Yvonne Lombard, svensk skådespelare
- Yvonne Loriod, fransk pianist
- Yvonne Lundeqvist, svensk skådespelare
- Yvonne Mitchell, brittisk skådespelare
- Yvonne Norrman, svensk sångare
- Yvonne Nygren, svensk barnskådespelare
- Yvonne Rainer, amerikansk konstnär
- Yvonne Ruwaida, svensk politiker (mp)
- Yvonne Ryding, svensk fotomodell
- Yvonne Schaloske, svensk skådespelare
- Yvonne Strahovski, australisk skådespelare
- Yvonne Vera, zimbabwisk författare
- Yvonne Ångström, svensk politiker (fp)
- Yvonne Åstrand, svensk programledare